# اختلاف أحجام خلايا بطانة القرنية
اختلاف أحجام خلايا بطانة القرنية (بالإنجليزية: Polymegethism) تكون بسبب الشيخوخة، وارتداء العدسات اللاصقة، وجراحات العين المختلفة، والجروح والأضرار على سطح القرنية.